# Pardinella
Pardinella és un poble del terme de Beranui, que està situat en una solana del marge esquerre del curs mitjà del riu Isàvena (Vall de l'Isàvena), a la serra de Sis de la Baixa Ribagorça de l'Aragó; i a una altitud de 925 metres sobre el nivell del mar.
L'any 2008 Pardinella va entrar en el programa de sanejament de les aigües del Pirineu que se sumava al Pla Especial de Depuració d'Aragó.

## Dades de població
L'any 1980 havia 36 habitants; en 1991, 23 i en 2010 19 habitants. Actualment la seua població és de 22 habitants.

## Arquitectura
Té una ermita d'una sola nau, amb absis semicircular bastit amb carreuons. A l'interior, la capçalera és un semicilindre emblanquinat.
Depèn de l'església de Beranui el seu temple de Sant Pere.

## Imatges

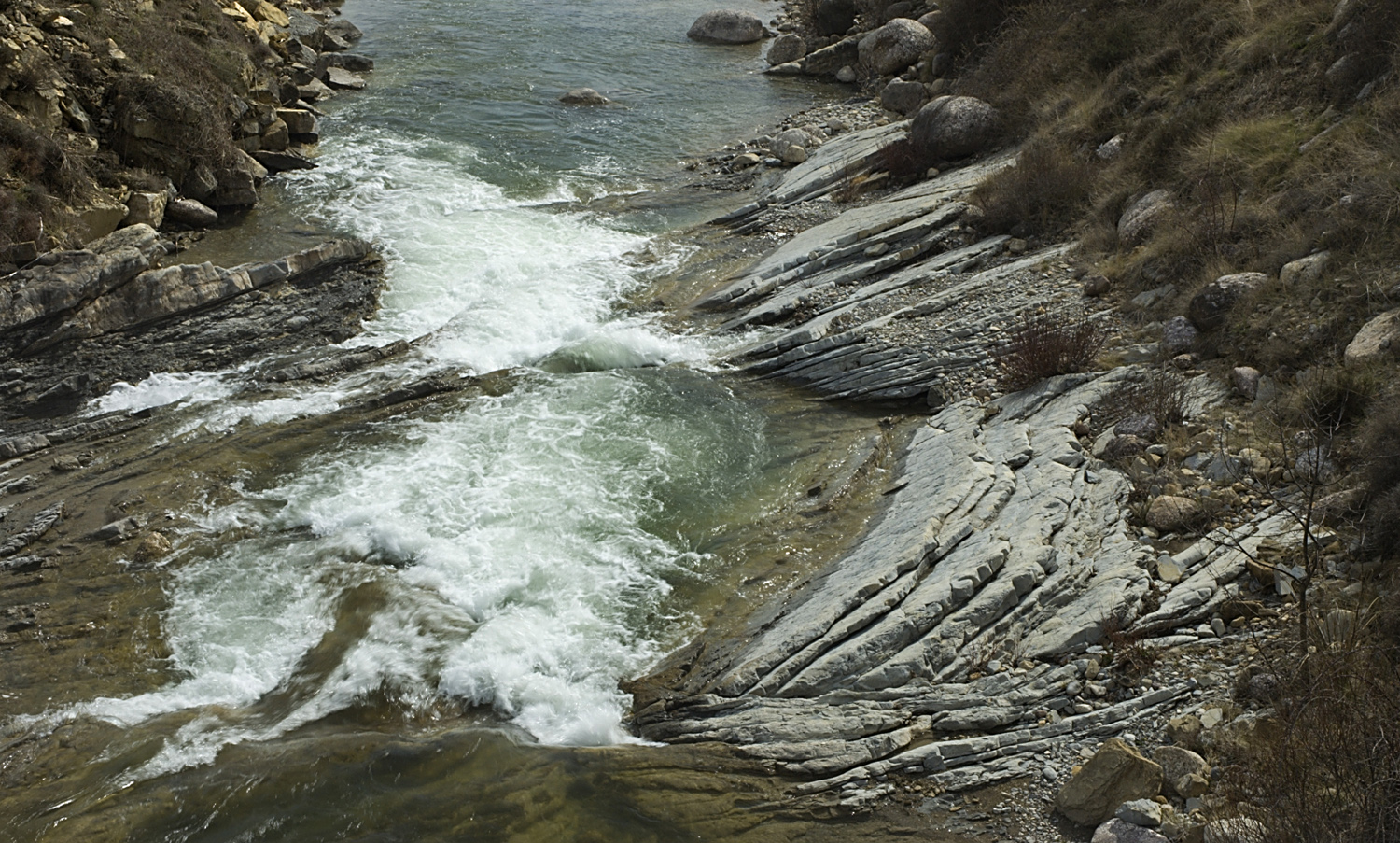
Mulla de Pardinella, Riu Isàvena
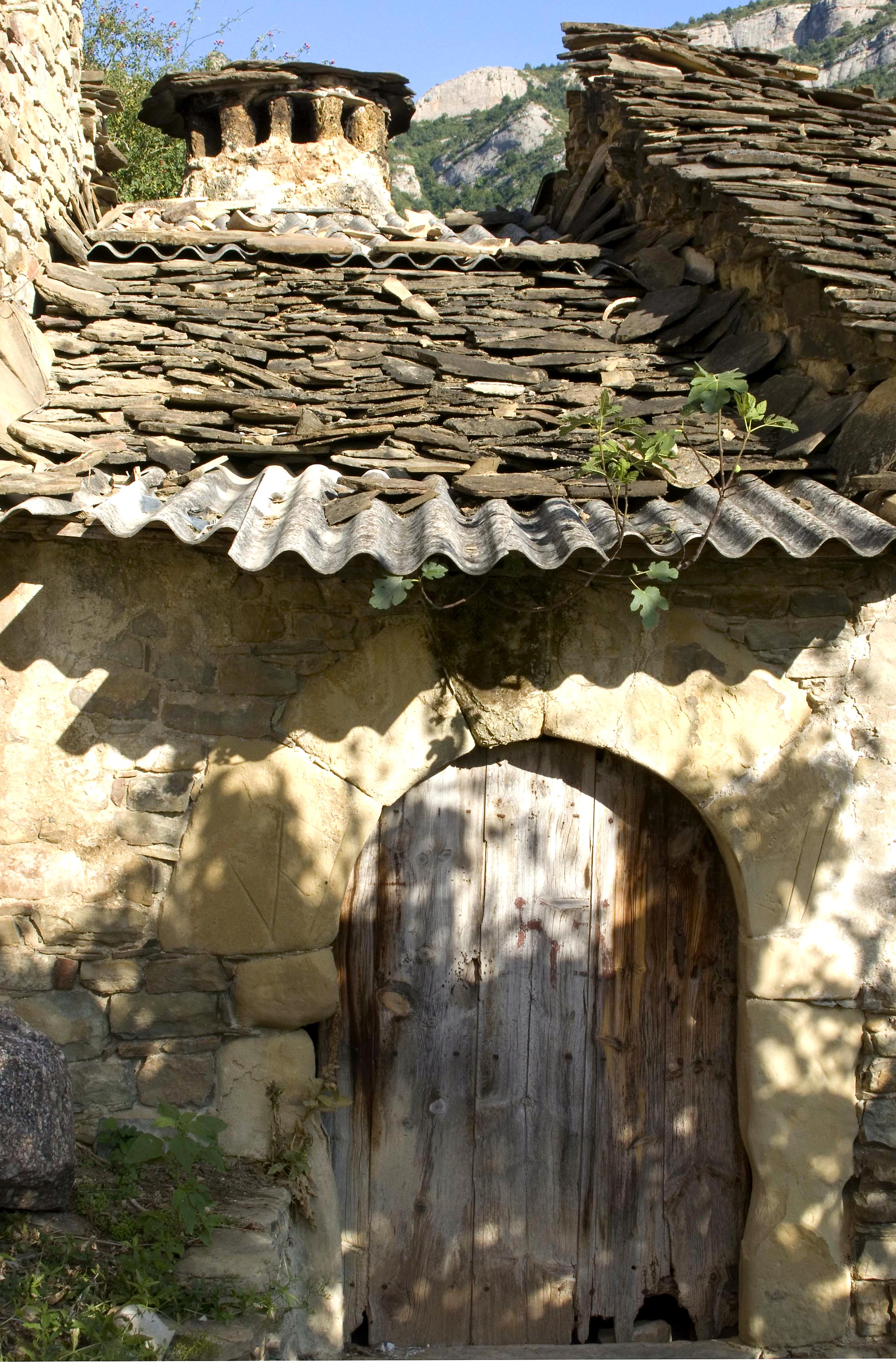
Casa de Pardinella, Ribagorça
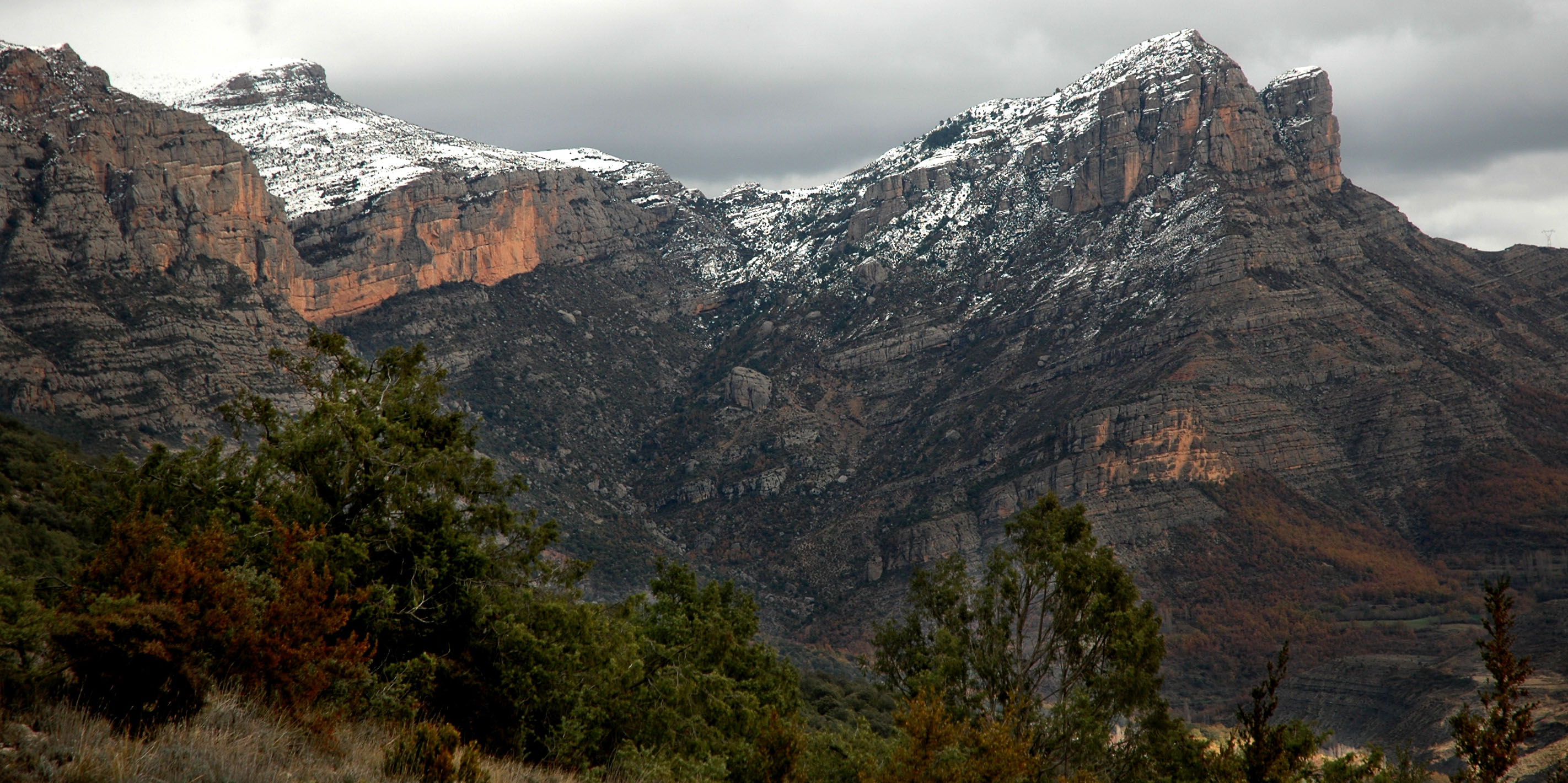
Serra de Sis, Prepirineus aragonesos